# Alain Moineau
Pour les articles homonymes, voir Moineau.
Alain Moineau est un coureur cycliste français, né le 15 mai 1928 à Clichy (Hauts-de-Seine) et mort le 20 octobre 1986 à Marseille (Bouches-du-Rhône). Il est le fils du coureur cycliste Julien Moineau.

## Palmarès

### Palmarès amateur
- 1948
  - Paris-Évreux
  - Grand Prix du CV 19e
  -  Médaille de bronze en course par équipe aux Jeux olympiques d'été de 1948 à Londres
- 1949
  - Paris-Rouen
  - Paris-Abbeville
  - 2e de Paris-Vierzon

### Palmarès professionnel
- 1950
  - Circuit des cols pyrénéens
  - 3ea étape du Tour de Luxembourg
  - 1re étape du Tour de l'Ouest
  - 9e de Milan-San Remo
- 1951
  - Circuit des cols pyrénéens
  - 8e de Milan-San Remo
- 1952
  - 3e étape du Tour d'Algérie
  - 2e de Paris-Saint-Étienne
- 1953
  - 2e de Bourg-Genève-Bourg
- 1954
  - 3e du Grand Prix de Nice

## Résultats sur les grands tours

### Tour de France
2 participations
- 1950 : éliminé (18e étape)
- 1952 : abandon (8e étape)